# Чан Де Іль
Чан Де Іль (кор. 장대일, 張大一, нар. 9 березня 1974, Інчхон) — південнокорейський футболіст, що грав на позиції захисника за клуби «Чхонан Ільхва Чхонма» та «Пусан Ай Конс», а також pf національну збірну Південної Кореї.

## Клубна кар'єра
Народився 9 березня 1974 року в місті Інчхон. Вихованець футбольної школи клубу Yonsei University.
У дорослому футболі дебютував 1998 року виступами за команду «Чхонан Ільхва Чхонма», в якій провів два сезони, взявши участь у 28 матчах чемпіонату. Більшість часу, проведеного у складі «Чхонан Ільхва Чхонма», був основним гравцем захисту команди.
У 2000 році перейшов до клубу «Пусан Ай Конс», за який відіграв чотири сезони. Завершив професійну кар'єру футболіста виступами за команду «Пусан Ай Парк» у 2003 році.

## Виступи за збірну
У 1997 році дебютував в офіційних матчах у складі національної збірної Південної Кореї.
У складі збірної був учасником чемпіонату світу 1998 року у Франції.
Загалом протягом кар'єри в національній команді, яка тривала 2 роки, провів у її формі 15 матчів.